# Ben Macintyre
Ben Macintyre (Oxford, 25 december 1963) is een Brits auteur, historicus en columnist die schrijft voor de Britse krant The Times. Zijn columns variëren van actuele zaken tot historische controverses.

## Auteur
Macintyre is de auteur van een boek over de crimineel Adam Worth, The Napoleon of Crime: The Life and Times of Adam Worth, Master Thief. Ook schreef hij The Man Who Would Be King: The First American in Afghanistan, en een boek over de real-life dubbelspion van Duitsland en Groot-Brittannië tijdens de Tweede Wereldoorlog, Eddie Chapman, getiteld Agent Zigzag: The True Wartime Story of Eddie Chapman: Lover, Betrayer, Hero, Spy. In 2008 schreef Macintyre een informatief geïllustreerd verslag over Ian Fleming, de schepper van de fictieve spion James Bond, ter gelegenheid van de For Your Eyes Only-tentoonstelling in het Londense Imperial War Museum.
Drie van zijn boeken zijn onlangs verfilmd als documentaires voor de BBC: Operation Mincemeat (2010), DOUBLE AGENT: De Eddie Chapman Story (2011) en Double Cross - The True Story of the D Day Spies (2012).